# Eugen Kondel
Eugen Kondel (též Evžen či Eugen Candell, 1. prosince 1725 Nebřeziny – 23. února 1792 Plzeň) byl západočeský stavitel.

## Život
Syn a žák stavitele Matěje Ondřeje Kondela se vydal v otcových stopách. Jeho prostřednictvím byl ovlivněn stylem architekta Jana Blažeje Santiniho-Aichela. Spolu s otcem od roku 1743 sdílel měšťanství v Plzni. Měšťanskou přísahu složil až 1. prosince 1758. V Plasích v kostele sv. Václava se dne 22. září 1760 oženil s Annou Marií, dcerou Františka Pácla, nepoddaného (svobodného) klášterního pekaře z Nebřezin.
Po požáru věže plzeňského chrámu svatého Bartoloměje v červenci 1783 vypracoval plánek věže a soupis škod. Pochován byl na Mikulášském hřbitově v Plzni.

## Stavby
- klášterní kostel Panny Marie Sedmibolestné, Rabštejn nad Střelou (1766–67)
- farní kostel sv. Petra a Pavla, Líšťany (1768–69)